# Sagaredzjo (gemeente)
Sagaredzjo (Georgisch: საგარეჯოს მუნიციპალიტეტი, Sagaredzjos moenitsipaliteti) is een gemeente in het zuidoosten van Georgië met 51.495 inwoners (2024), gelegen in de regio Kacheti. De gelijknamige stad is het bestuurlijk centrum. De gemeente heeft een oppervlakte van ruim 1553 km² en is gesitueerd aan de zuidwestkant van het Gomborigebergte in het Iori-plateau.

## Geschiedenis
Archeologische opgravingen in het gemeentelijk gebied hebben vastgesteld dat het al bewoond was in minimaal de bronstijd. Er wordt aangenomen dat het gebied waar Sagaredzjo ligt rond de rivier Iori, tussen de Mtkvari (Koera) en de Alazani, in Strabo's Geographika beschreven wordt als het district Cambysene van Kaukasisch Albanië. Dit district was genoemd naar de rivier die tegenwoordig de Iori heet. Strabo schreef dat het gebied de toegangspoort was van Iberië naar Kaukasisch Albanië, door een droog en rotsachtig landschap naar de Alazani. Na het uiteenvallen van het Koninkrijk Georgië in de 15e eeuw lag het gebied in het Koninkrijk Kachetië en voor korte tijd in het fusiekoninkrijk Kartli-Kachetië. 

### In Russisch Rijk

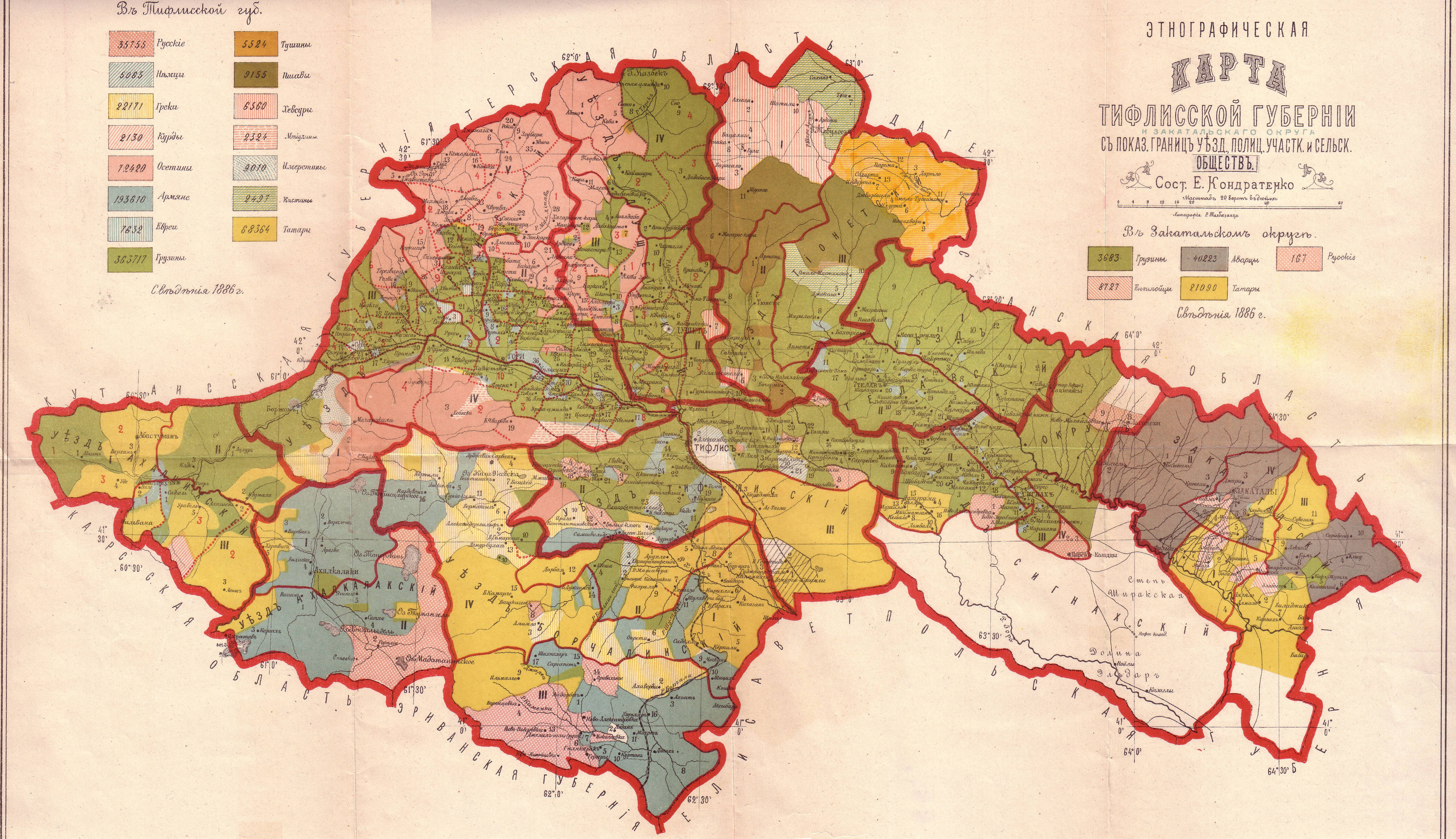
Gouvernement Tiflis

Na de annexatie van Kartli-Kachetië door het Russische Rijk in 1801 werden de Georgische gebieden administratief ingedeeld naar Russisch model. Het gebied van het moderne Sagardzjo lag in de periode 1801 tot 1930 in het Gouvernement Tiflis versnipperd over verschillende bestuurlijke eenheden. Het westelijke deel lag in het oejezd (provincie) Tiflis (Тифли́сскій уѣ́здъ, Tiflíssky oejezd) en het oostelijke deel in oejezd Signagi (Сигна́хский уезд, Signáchskiy oejezd).
Binnen deze provincies, ook wel mazra genoemd in het Georgisch, lag Sagaredzjo in twee gemeentelijk districten, zogeheten oetsjastok (Russisch: участокъ). Het deel in Signagi lag voornamelijk in de westelijke helft van het oetsjastok Kodalski (Кодальскій участокъ), terwijl het deel in Tiflis gelegen was in de oostelijke helft van oetsjastok Sartatsjalski (Сартачальскій участокъ) en lagen kleine delen in andere oetsjastoks in beide provincies.

### Districtvorming
De grote districtshervorming van de Sovjet-Unie in 1929-1930 betekende de vorming van Sagaredzjo als bestuurseenheid. In 1929 werd het opgericht als rajon (district) Garekacheti, maar in 1930 werd de naam in Sagaredzjo veranderd. Garekacheti, of ook wel Gare-Kacheti, betekent Buiten Kacheti en refereerde aan de historische naam van het gebied rond het dorp Sagaredzjo. In het onafhankelijke Georgië werd het district in 1995 onderdeel van de nieuw opgerichte regio (mchare) Kacheti en in 2006 werd het omgevormd naar een gemeente (municipaliteit).

## Geografie
Sagaredzjo grenst aan zeven gemeenten, te weten over het hele westen Gardabani (regio Kvemo Kartli) en in het noorden aan Mtscheta, Tianeti (beiden regio Mtscheta-Mtianeti). Van noordoost tot zuidoost grenst Sagaredzjo aan de Kachetiaanse gemeenten Achmeta, Telavi, Goerdzjaani en Signagi. Ten slotte grenst Sagaredzjo in het zuidwesten aan Azerbeidzjan, waar geen grensovergang is. Wel is dit stuk van de grens bij het David Garedzja-klooster betwist tussen beide landen.
De gemeente Sagaredzjo ligt in het westen van de wijnregio Kacheti, aan de westkant van het Gomborigebergte dat de Iori en Alazani rivieren van elkaar scheidt. Het Gomborigebergte loopt van noordwest tot zuidoost over een groot deel van de oostelijke grens van de gemeente met maximale hoogtes tot bijna 1900 meter boven zeeniveau. De hoogste berg in de gemeente is de Ialno (1874 m) in het noorden van de gemeente, de hoogste berg van het Sagoeramogebergte.

### Iori-plateau

Iori in het noordwesten van de gemeente

De Iori-rivier stroomt van noordwest tot zuidoost over de lengte door de gemeente, een gebied dat onderdeel is van het Iori-plateau dat gemiddeld 500 meter boven zeeniveau ligt. De riviervallei heeft in de gemeente een verval van 600 naar 300 meter boven zeeniveau en is voor een groot deel beschermd natuurgebied dat onder het in 1935 opgerichte Mariamdzjvari Natuurreservaat valt.
Het noordelijke deel van de Iori-vallei, ten noorden van de stad Sagaredzjo, valt onder het 10 km² grote Mariamdzjvari Staatsnatuurreservaat, terwijl het gros van de rivier ten zuiden van Sagaredzjo valt onder het in 1958 opgerichte 21 km² grote Koroegi Beheerd Reservaat van 21 km². Het natuurgebied bestaat uit rivierbossen met een variëteit aan flora en fauna omringd door steppevegetatie.

### Wijn
De regio Kacheti is het belangrijkste wijnbouwgebied van Georgië. Sagaredzjo kent twee exclusieve microzones rond de dorpen Manavi en Chasmi. De Manavi is een hoogwaardige groengele wijn van de Groene Kacheti druivensoort, de Manavi Mtsvane, terwijl de Chasmi een rode droge Saperavi-wijn is.

## Demografie
Begin 2024 telde de gemeente Sagaredzjo 51.495 inwoners, een lichte daling ten opzichte van de volkstelling in 2014.
| Gemeente Sagaredzjo                                                     | -     | 38.632 | 51.717 | 48.031 | 54.163 | 60.348 | 59.212 | 51.761 | 52.238 | 51.495 |  |  |  |  |
|                                                                         |       |        |        |        |        |        |        |        |        |        |  |  |  |  |
| Sagaredzjo (stad)                                                       | 5.625 | 6.872  | 8.074  | 9.985  | 11,661 | 14.563 | 12.566 | 10.871 | 10.542 | 10.359 |  |  |  |  |
| Verantwoording data: Bevolkingsstatistiek Georgië 1897 tot heden. Noot: |       |        |        |        |        |        |        |        |        |        |  |  |  |  |

### Etniciteit en religie

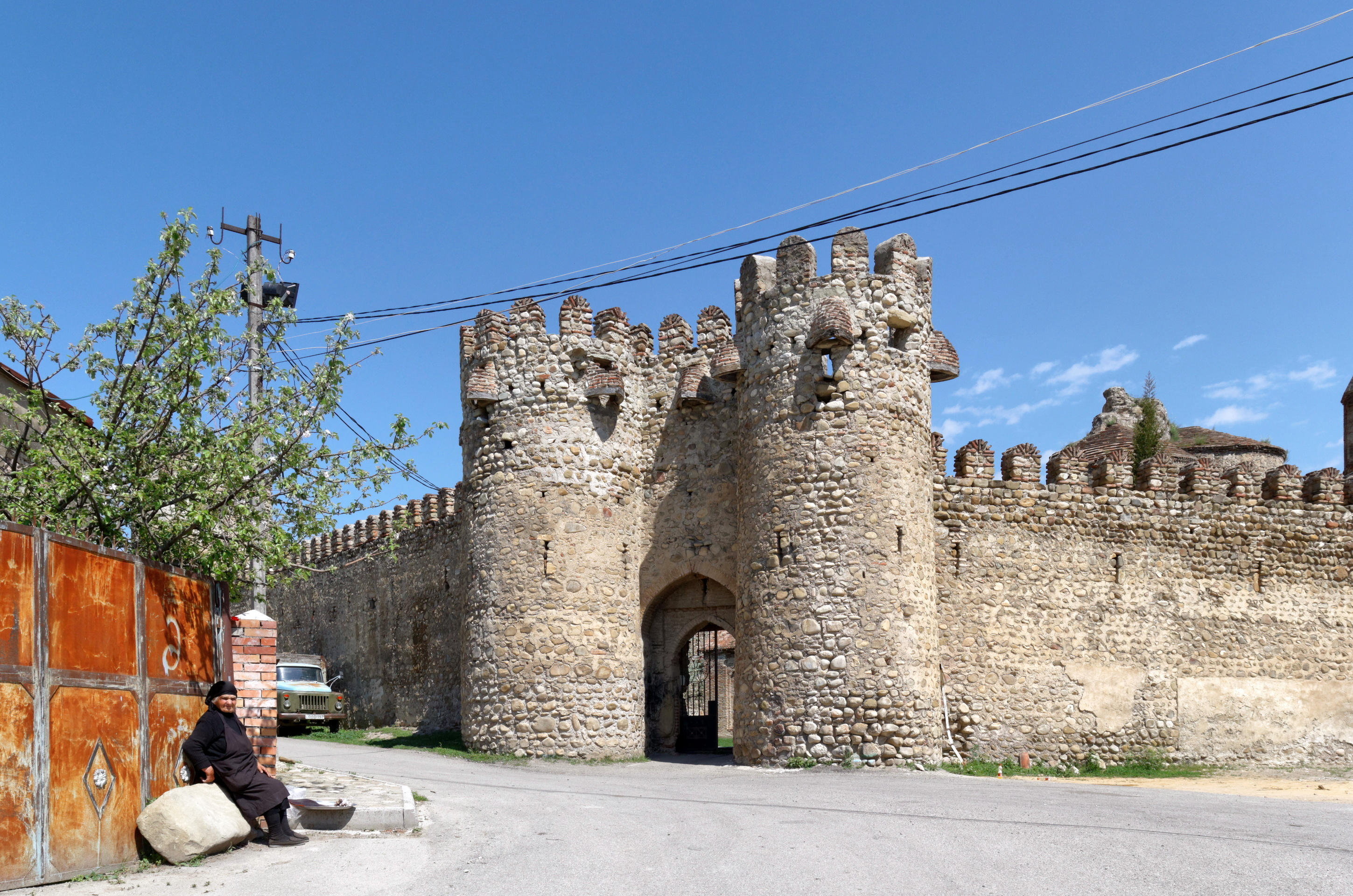
Vroegmiddeleeuws Ninotsmindaklooster

De bevolking van Sagaredzjo bestond volgens de volkstelling van 2014 voor 66,1% uit Georgiërs. Er woont een grote gemeenschap Azerbeidzjanen (31,9%) in Sagaredzjo, in absolute aantallen de vierde gemeente, in relatief bevolkingsaandeel de vijfde gemeente in het land. De ruim 17.000 Azerbeidzjanen wonen vrijwel allemaal in negen dorpen langs de Iori in het zuiden van de gemeente. Andere etnische minderheden spelen getalsmatig nauwelijks een rol: Russen (0,3%), Armeniërs, en enkele tientallen Jezidi's, Osseten en Oekraïners.
De religieuze samenstelling volgt in grote lijnen de etnische. Verreweg de meeste inwoners zijn Georgisch-Orthodox (66,2%), gevolgd door de islam (30,5%). Er wonen minder dan 100 jehova's.

## Administratieve onderverdeling

Zicht op Fort Manavi en wijnranken.

De gemeente Sagaredzjo is administratief onderverdeeld in 24 gemeenschappen (თემი, temi) met in totaal 46 dorpen (სოფელი, sopeli) en één stad (ქალაქი, kalaki).
- stad: bestuurlijk centrum Sagaredzjo;
- dorpen: in totaal 46, waaronder Manavi, Moechrovani en Moeghanlo.

## Bestuur
De gemeenteraad van Sagaredzjo (Georgisch: საკრებულო, sakreboelo) wordt elke vier jaar gekozen in een gemengd kiesstelsel. Een deel wordt via enkelvoudige kiesdistricten gekozen en een deel via evenredige vertegenwoordiging van gesloten partijlijsten, waarvoor een kiesdrempel geldt van drie procent.
| Partij | Partij                             | 2014 | 2017 | 2021 |
| ------ | ---------------------------------- | ---- | ---- | ---- |
|        | Georgische Droom (GD)              | 24   | 31   | 29   |
|        | Verenigde Nationale Beweging (UNM) | 5    | 2    | 9    |
|        | Overige partijen                   | 7    | 4    | 1    |
| Totaal | Totaal                             | 36   | 37   | 39   |

## Bezienswaardigheden

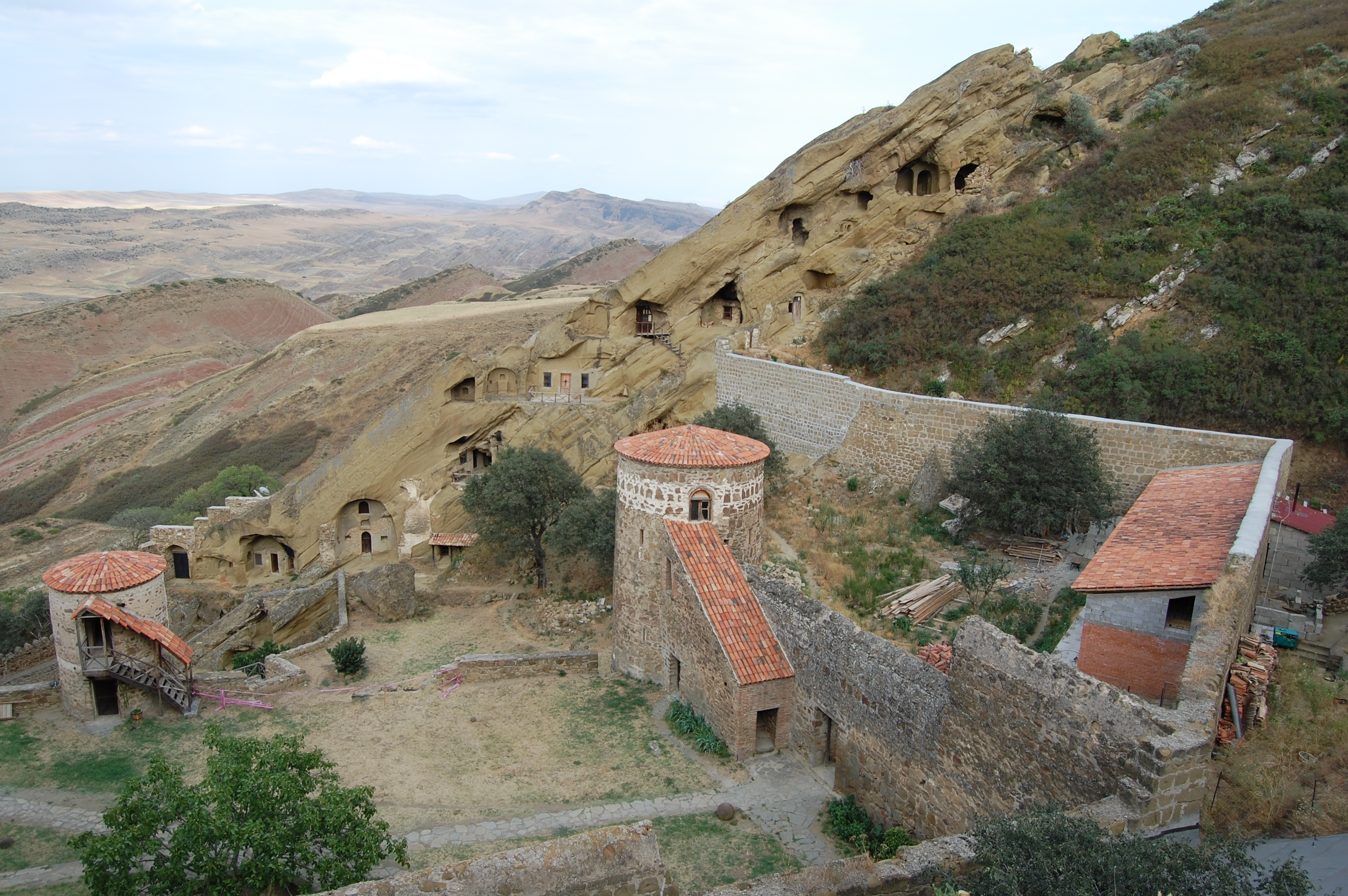
David Garedzja-klooster

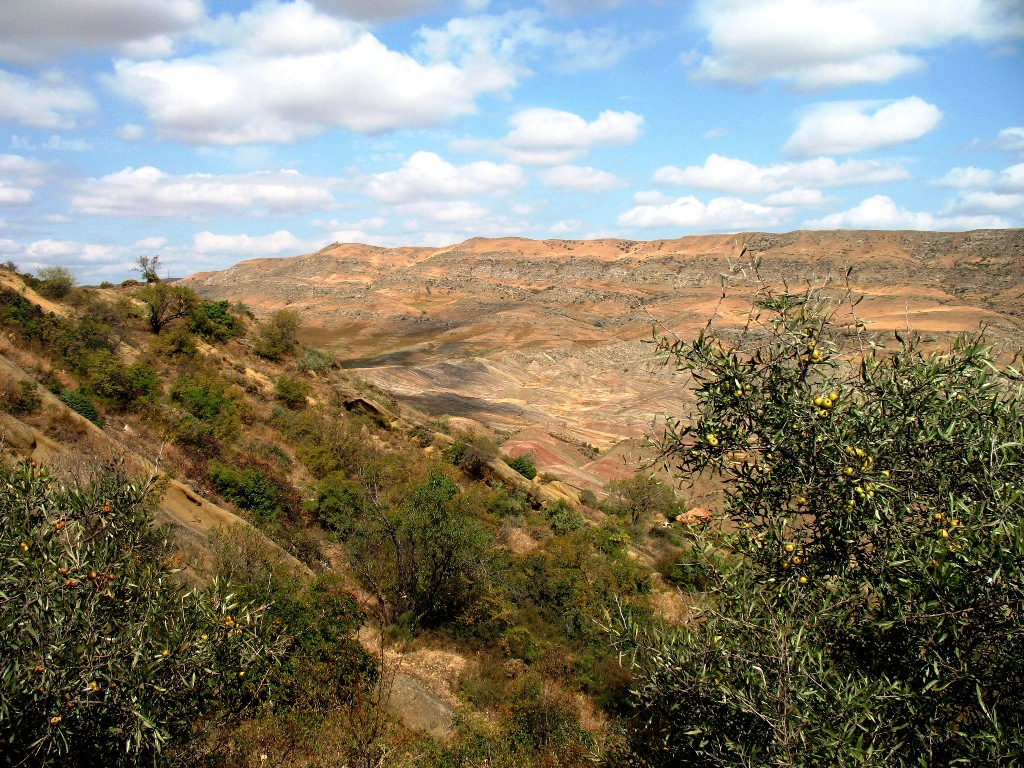
Het steppelandschap bij David Garedzja-klooster

De gemeente strekt zich uit over een gevarieerd landschappelijk gebied en kent door de rjke geschiedenis diverse cultuur-historische monumenten.
- David Garedzja-klooster uit de 6e eeuw is de belangrijkste bezienswaardigheid in de gemeente. Rotskloosters op de grens met Azerbeidzjzan, opgericht door David Garedzjeli, een van de 13 Assyrische Vaders. Het steppe en semi-woestijn landschap op de locatie is daarnaast bijzonder dat zich uitstrekt tot in Dedoplistskaro, en onderdeel is van het Iori-plateau.
- Ninotsminda kloostercomplex (6e eeuw), in het gelijknamige dorp naast Sagaredzjo. Imposant ommuurd complex. De oorspronkelijke kerk heeft aardbevingen in de 19e eeuw niet overleefd. De klokkentoren werd in de 16e euw gebouwd en is een van de eerste van zijn soort in Georgië.[31]
- Het kasteel op een heuvel bij Manavi.[32] Vlakbij staat een laat voorbeeld van een Georgische kruiskoepelkerk uit de late 18e eeuw.
- Koroegi Beheerd Reservaat, een beschermd natuurgebied in de vallei van de Iori met een rijke flora en fauna en rivierbossen.[14]
- Mariamdzjvari Staatsnatuurreservaat, een beschermd natuurgebied ten noorden van de stad Sagaredzjo. Ligt aan de Iori rivier in het Gomborigebergte.[14]
- Oedzjarma fort uit de 4e eeuw, gelegen langs de Sh38 naar Telavi.[33]

## Vervoer

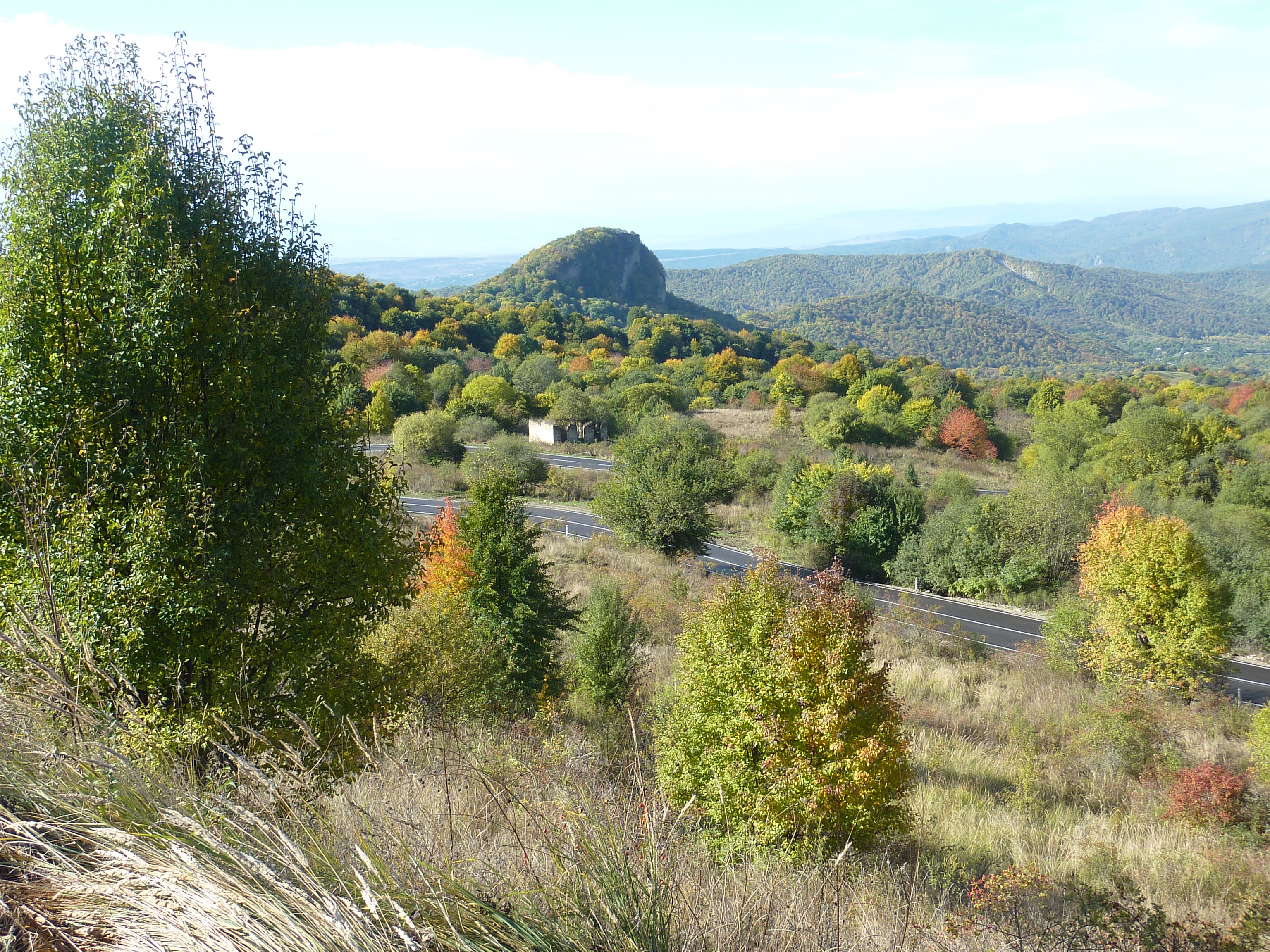
Gomboripas

Sagaredzjo is met hoofdstad Tbilisi en Kacheti verbonden via de international route S5 Kacheti Highway (Tbilisi - Sagaredzjo - Bakoertsiche - Lagodechi) die in oostelijke richting naar de Azerbeidjzaanse grens leidt. In het noorden van de gemeente ligt de nationale route Sh38 door het Gomborigebergte die een alternatieve verbinding vormt voor het noorden van Kacheti naar Tbilisi vanaf Telavi via de 1620 meter hoge Gomboripas. Deze weg biedt verder geen belangrijke ontsluiting voor de gemeente Sagaredzjo. Het toeristische en cultuur-historisch belangrijke David Garedzja-klooster aan de grens met Azerbeidzjan is te bereiken vanaf de stad Sagaredzjo via de nationale route Sh172 en vanaf Roestavi via de Sh158.
Sagaredzjo is sinds 1915 via het spoor met Tbilisi verbonden, de "Kacheti spoorlijn" van Tbilisi via Sagaredzjo naar Goerdzjaani nen het eindpunt Telavi. In de jaren 90 van de 20e eeuw werden de passagiersdiensten op deze lijn opgeschort. Sindsdien rijden er sporadisch goederentreinen. Regelmatig wordt geopperd de passagiersverbinding weer tot leven te wekken.

## Eterne links
- (ka)  Website gemeente Sagaredzjo[dode link]